# Pinhal da Serra
Pinhal da Serra egy község (município) Brazíliában, Rio Grande do Sul állam északkeleti határán. 2021-ben becsült népessége 1896 fő volt.

## Története
A hely Vacaria területének északi határán volt, és már a 20. század elején több család élt itt. A falu egy irtáson alakult, amelyet a számos fatuskó miatt Tocosnak (tuskók) neveztek. 1920-ban Szent Józsefnek szentelt kápolnát építettek, a település pedig felvette a São José dos Tocos, majd később a São José dos Pinhais nevet. 1938-ban átnevezték Pinhal da Serrára. 1965-ben Esmeralda község kerületévé nyilvánították. 1996-ban függetlenedett és 2001-ben önálló községgé alakult.

## Leírása
Székhelye Pinhal da Serra, további kerületei nincsenek. A Gaúcho-hegység Campos de Cima da Serra vidékén fekszik, 326 kilométerre Porto Alegretől és 85 kilométerre Vacariától. Átfolyik rajta a Pelotas folyó, amelyre vízierőművet is építettek (Barra Grande) a község területén. Szubtrópusi éghajlatú, a hőmérséklet nyáron 35 ºC-ig is felmegy, télen azonban nem ritka a fagy és a havazás. Domborzatát a magas fennsíkok jelenléte jellemzi, amelyeket Atlanti-parti erdők borítanak, változatos flórával és faunával. A község fő gazdasági forrása a mezőgazdaság (szója, búza, bab, kukorica), a szarvasmarha-tenyésztés és az energiatermelés.